# Râul Mihailei
Râul Mihailei sau Râul Mihaili este un curs de apă, afluent al râului Siret. 